# (10400) Hakkaisan
(10400) Hakkaisan est un astéroïde de la ceinture principale.

## Description
(10400) Hakkaisan est un astéroïde de la ceinture principale. Il fut découvert le 1er novembre 1997 à Ōizumi par Takao Kobayashi. Il présente une orbite caractérisée par un demi-grand axe de 2,33 UA, une excentricité de 0,14 et une inclinaison de 8,7° par rapport à l'écliptique.

## Compléments